# Miles & More
Miles & More ist mit mehr als 36 Millionen Teilnehmern das größte Vielflieger- und Prämienprogramm in Europa. Das Miles & More-Programm ist am 1. Januar 1993 mit sieben Programmpartnern gestartet und seit September 2014 agiert die Miles & More GmbH als eigenständige Gesellschaft. Als 100-prozentige Tochter der Deutschen Lufthansa AG hat das Unternehmen seinen Sitz in Frankfurt am Main.
Teilnehmer können bei mehr als 300 Partnern Meilen sammeln und einlösen. Dazu gehören 38 Airline-Partner, darunter die 26 Fluggesellschaften der Star Alliance und alle Fluggesellschaften der Lufthansa-Gruppe sowie rund 270 Unternehmen außerhalb der Luftfahrt aus den Branchen Hotels, Mietwagen, Kreuzfahrten, Abonnements und Bücher, Banken und Versicherungen, Telekommunikation und Elektronik sowie Shopping und Lifestyle.

## Teilnehmende Gesellschaften
Neben der Lufthansa gehören weitere Luftfahrtunternehmen Miles & More an: Dazu gehören die Lufthansa-Tochtergesellschaften Austrian Airlines Group (seit 2000), Swiss (seit 2006), Air Dolomiti (seit 2008), Brussels Airlines (seit 2009), Eurowings (seit 2010) und Discover Airlines (seit 2021) sowie die von Lufthansa unabhängigen Star-Alliance-Mitglieder LOT (seit 2003), Croatia Airlines (seit 2005) und Luxair (seit 2009). Weitere Partner sind unter anderem alle anderen Star-Alliance-Mitglieder, von denen allerdings viele ihr eigenes Vielfliegerprogramm betreiben.

## Betreiber und Wirtschaftlichkeit
Die Miles & More GmbH mit Sitz am Flughafen Frankfurt Main ist eine 100-prozentige Tochter der Lufthansa AG.
Aus betriebswirtschaftlicher Perspektive ist das Vielfliegerprogramm für den Lufthansa-Konzern äußerst lukrativ: Laut Branchenexperten trug das Programm, dessen Gewinnbeitrag bisher nicht offiziell im Konzern-Geschäftsbericht veröffentlicht wird, im Geschäftsjahr 2012 rund 700 Mio. Euro zum Konzerngewinn bei.

## Nutzer
Im Februar 2011 hatte das Miles-&-More-Programm 20 Millionen Teilnehmer weltweit, darunter 6 Millionen in Deutschland und eine Million in der Schweiz. Nach damaligen Angaben würden jeden Tag durchschnittlich 5000 neue Mitglieder hinzukommen. Jeden Monat registrieren sich 50.000 neue Teilnehmer, um bei Partnerunternehmen Prämienmeilen zu sammeln und einzulösen. Ende 2012 hatte das Programm 23 Millionen Teilnehmer und im März 2014 mehr als 25 Millionen. Im Jahr 2022 waren es 36 Millionen Teilnehmer.
Nach eigenen Angaben des Betreibers beträgt das Durchschnittsalter der Teilnehmer 46 Jahre. 60 % der Nutzer sind männlich, 40 % weiblich. Im Jahr 2010 sammelten die Teilnehmer insgesamt 198 Milliarden Meilen. Ende 2012 verfügten Lufthansa-Kunden über 205 Milliarden Bonusmeilen. Das Unternehmen verbuchte deren Wert intern mit 1,66 Milliarden Euro (Passive Rechnungsabgrenzung). Etwa 20 bis 30 Prozent der Meilen werden nicht genutzt.
Über die Zahl der Mitglieder des höchsten Status, HON Circle Member, macht die Miles & More GmbH keine Angaben. Im März 2007 sollen es knapp 3000 HON Circle Member gewesen sein. Spätere Schätzungen gehen von einer Zahl von 2000 bis 4000 im Jahr 2011 aus.

## Meilen & Points

Erste Version der Kundenkarte 1993

Die Rechnungseinheit des Programms sind „Meilen“, „Points“, „Qualifying Points“ und „HON Circle Points“. Wie bei vielen Vielfliegerprogrammen können diese in Prämienmeilen und Statusmeilen unterteilt werden. Bei den „Meilen“ handelt es sich um Prämienmeilen. Bei den „Points“, „Qualifying Points“ und „HON Circle Points“ handelt es sich um Statusmeilen. Diese lösten die bis Ende 2023 genutzten „Statusmeilen“ und „HON Circle Meilen“ ab.

### Statusmeilen
Statusmeilen, bei Miles & More unterteilt in „Points“, „Qualifying Points“ und „HON Circle Points“, dienen der Festlegung des Vielfliegerstatus (siehe unten). Diese können nur mit gekauften und abgeflogenen Flugtickets bei Lufthansa, Swiss, Austrian sowie weiteren Star-Alliance-Partnern erworben werden. Sie verfallen nach Ablauf eines Kalenderjahres.

#### „HON Circle Points“
Die „HON Circle Points“ sind eine besondere Art der Statusmeilen. Für diese sind die Sammelmöglichkeiten restriktiver als für normale Statusmeilen; sie können wie die Qualifying Points nur auf von Lufthansa Group-Airlines sowie Miles & More-Mitherausgebern durchgeführten Flügen gesammelt werden. Sammelt ein Kunde innerhalb eines Jahres 6.000 HON Circle Points, so erhält er den HON-Status als höchsten Vielflieger-Status der Lufthansa. Seit 1. September 2012 können diese HON-Meilen lediglich in der Business- und First-Class erworben werden.

### Prämienmeilen

Ehemaliges Kartendesign (2006)

Prämienmeilen, bei Miles & More „Meilen“ genannt, können gegen Flug- und Sachprämien eingelöst werden. Neben Flügen können Meilen auch z. B. bei Hotels, Mietwagenunternehmen, Travel Value und Duty-free-Shops oder dem Lufthansa-eigenen WorldShop gesammelt und eingelöst werden. Sie verfallen in der Regel nach drei Jahren zum Ende des Quartals. Prämienmeilen von Statuskunden (Frequent Traveller, Senator, HON Circle Member) oder Besitzern einer Lufthansa-Miles-&-More-Kreditkarte Blue oder Gold verfallen nicht.
Prämienmeilen werden vorrangig durch Flüge mit Star-Alliance-Gesellschaften, aber auch durch Kreditkartenumsätze gesammelt. Zu den weiteren Quellen zählen Boni für besondere Kunden, Telefondienstleistungen, Boni für besondere Flüge, Hotelbuchungen, Einkäufe und Autoanmietungen. Auch das Verfassen von Hotel-Rezensionen bei HolidayCheck ermöglicht das Sammeln von Meilen.
Mit einem Meilenpool können zwei Erwachsene und bis zu fünf Kinder ihre Prämienmeilen zusammenlegen.

### Erwerb von Meilen
Die Höhe der Meilen-Gutschrift bei Flügen hängt sehr stark von der Buchungsklasse ab. So werden in höheren Klassen grundsätzlich mehr Meilen gutgeschrieben als in niedrigeren. Ebenso wird zwischen einzelnen Tarifen unterschieden. Bei Flügen mit Partner-Fluglinien werden bisweilen – je nach Buchungsklasse – auch gar keine Meilen gutgeschrieben.
Auf europäischen Flügen erhält man pro Flug pauschal je nach Buchungsklasse zwischen 125 und 2.000 Meilen. Auf interkontinentalen Flügen erhält man je Buchungsklasse das 0,25- bis 3-Fache der Großkreis-Entfernung in Landmeilen. Als Mindestmenge werden bei diesen Flügen zwischen 500 und 1.500 Meilen gutgeschrieben.
Die Regelung der Gutschrift auf Basis eines Faktors multipliziert mit der tatsächlich geflogenen Strecke wird seit der Einführung des Vielfliegerprogrammes genutzt, änderte sich mit dem 12. März 2018. Alle ab diesem Zeitpunkt gebuchten Flüge auf von der Lufthansa Group ausgestellten Tickets werden dann auf Basis des Ticketpreises und damit in direkter Relation zu den Kosten vergütet und nicht mehr auf Basis der geflogenen Strecke. Die genaue Berechnung der Meilen unterscheidet sich jedoch zwischen Airlines der Lufthansa Group und Partner Airlines und ist ebenfalls vom Status im Programm abhängig. Mitglieder ohne Status erhalten den vierfachen Ticketpreis (Tarif und internationaler Zuschlag YQ). Statuskunden erhalten die Gutschrift des sechsfachen Ticketpreises.
Das Meilenkaufprogramm von Miles & Mores wurde 2014 aus dem Angebot herausgenommen. Seit Ende 2022 ist es jedoch wieder möglich Meilen direkt zu kaufen. Dies bietet Miles & More über eine Partnerschaft mit „Points“ über das Angebot „Bundle & Go“ an.

### Meilen einlösen
Mit den Prämienmeilen können z. B. Sitzklassen-Upgrades (Economy → Premium Economy → Business → First Class) oder Prämienflüge (zzgl. Steuern und Gebühren) gebucht werden. Ursprünglich waren dies die einzigen Verwendungsmöglichkeiten. Economy-Gäste können sowohl in die Premium Economy Class als auch in die Business Class upgraden. Ansonsten gilt, dass nur in die nächsthöhere Serviceklasse upgegradet werden kann, also von Premium Economy auf Business und von letzterer Klasse auf die First Class. Seit Anfang 2017 haben Teilnehmer in Deutschland mit „Cash & Miles“ erstmals die Möglichkeit, für ihren Flug flexibel Meilen einzusetzen und so den zu zahlenden Geldbetrag zu reduzieren.
Die Eignung für ein Upgrade ist von der Buchungsklasse abhängig, wofür es bei den teilnehmenden Fluggesellschaften eigene Regelwerke gibt. In einigen „günstigen“ Buchungsklassen ist ein Upgrade ausgeschlossen. Seit Mai 2008 ist das Einlösen auch für Flughafensteuern und -gebühren bei innereuropäischen Flügen möglich, was zum erneuten Gewinn des goldenen „Freddie“ bei den Freddie Awards für Vielfliegerprogramme beitrug. Darüber hinaus kann man Meilen auch spenden, allerdings können diese Spenden nicht an Projekte zur Klimakompensation und inzwischen ausschließlich an eine Lufthansa-eigene Hilfsorganisation gerichtet werden.
Der Worldshop, ehemals Skyshop, wurde 1998 von der Lufthansa als neues Geschäftsfeld gegründet. Sie war weltweit die erste Fluggesellschaft, die eine eigene Gepäckserie auf den Markt brachte. Sowohl online als auch in insgesamt zehn Airport-Stores können Kunden nicht nur Produkte mit Lufthansa-Branding, sondern auch Produkte vieler Premium-Marken erwerben und beim Kauf Meilen sammeln oder einlösen. Heute ist der Worldshop die wichtigste E-Commerce-Plattform für Lufthansa und das Miles-&-More-Programm.
Aus dem Portal „Miles & More Hotel & Car Awards“ zum Einlösen für Meilen für Hotel- und Mietwagenbuchungen sind zwei separate Plattformen entstanden. Zum einen können Teilnehmer über das Hotelbuchungsportal Miles & More Hotels eine Unterkunft finden. Das Pendant Miles & More Mietwagen ergänzt das Angebot rund um die Reise mit der Möglichkeit, Meilen für die Buchung von Mietwagen einzulösen.
Eine Prämienflugbuchung ist auch für mehrere Personen möglich oder eine andere Person. Die Verfügbarkeiten von Prämientickets in der Business Class für mehrere Personen sind gering. Jeden Monat gibt es neue Meilenschnäppchen: stark reduzierte Prämienflüge. Wie viele Meilen für einen Flug eingesetzt werden müssen, kann man der Flugprämientabelle entnehmen. Für die First Class gibt es keine Meilenschnäppchen.

#### Steuern und Gebühren bei Prämienflügen
Prämienflüge sind keine Freiflüge, sondern rabattierte, verkaufte Tickets, da neben den entsprechenden Prämienmeilen die normalen Steuern und Gebühren zu zahlen sind. Diese beinhalten stets auch den Kerosinzuschlag (die sog. „YQ Tax“), der mehrere hundert Euro ausmachen kann. Im Gegensatz zu Steuern wird die Höhe des Kerosinzuschlages von der Fluggesellschaft selbst festgelegt. Er wird nicht an Dritte abgeführt und verbleibt bei der Fluggesellschaft. Lediglich die Buchungsgebühr entfällt. Die Höhe der Zuzahlung hängt jedoch stark von der Airline und Flugstrecke ab. So weisen Transatlantik-Flüge mit der Lufthansa wegen des Kerosinzuschlags im Regelfall Steuern und Gebühren in Höhe von mehreren hundert Euro auf. Beispielsweise kostet ein Prämienflug (Returnflug in der Economy-Klasse) von Frankfurt nach New York 60.000 Meilen und ca. 420 Euro Steuern und Gebühren (Stand: September 2014). Ein Prämienflug mit United Airlines innerhalb der USA kostet nur wenige Euro Steuern und Gebühren. Weitere Airlines, die sich mit Miles & More Meilen buchen lassen und nur geringe Steuern und Gebühren erfordern, sind zum Beispiel Air New Zealand oder Avianca. Innerhalb Europas sind Eurowings-Prämienflüge eine kostengünstige Option. So sind beispielsweise Miles & More-Prämienflüge (Economy Hin- und Rückflug) von Köln nach Palma de Mallorca für 25.000 Meilen und etwas mehr als 32 Euro Steuern und Gebühren bei Eurowings buchbar (Basic Tarif, Stand Juli 2016). Allgemein betragen die Steuern und Gebühren von Eurowings-Prämienflügen nur einen Bruchteil dessen, was auf vergleichbaren Lufthansa-Flügen fällig werden würde.
Im September 2016 hat Miles & More die Flugprämientabelle angepasst und dabei den internationalen / nationalen Zuschlag pro Flugstrecke bei innereuropäischen Prämientickets abgesenkt. Damit übernimmt Miles & More einen Teil des regulär anfallenden Zuschlags. Teilnehmer zahlen nun 5 statt 35 Euro an Zuschlägen in der Economy Class und 20 statt 43 Euro in der Business Class bei Lufthansa, Austrian Airlines, SWISS und brussels airlines. Dem gegenüber steht eine Prämienerhöhung von 5.000 Meilen pro Ticket (für Hin- und Rückflugprämie). Oneway- und Kinderflugprämien wurden anteilig erhöht.

#### Monetärer Wert von Meilen
Der monetäre Gegenwert einer Meile für einen Kunden lässt sich aufgrund unterschiedlicher dafür einzulösender Prämien pauschal nicht exakt beziffern. Er beträgt, nimmt man etwa die Prämien „Einkaufsgutscheine“ oder „Finanzdienstleistungen“ als Maßstab, ca. 0,3 Cent pro Meile. Nimmt man dagegen Flugprämien als Maßstab, so ergibt sich bei der Buchung eines Langstreckenflugs in der Economy Class ein Wert von unter 1 Cent/Meile, in der Premium Economy 1,3 Cent/Meile, in der Business Class ein Wert von ca. 2 Cent/Meile und in der First Class sind 7 Cent/Meile und noch höhere Werte erzielbar. Prämienmeilen konnten bis Mitte 2014 auch direkt gekauft werden. Hierbei lagen die Preise zwischen 2,42 und 3,5 Cent pro Meile. In einem Verfahren vor dem Landgericht Köln (Az.: 14 O 245/11) setzte die Lufthansa 2011 den Meilenwert mit 2,77 Cent an. Betriebsintern stellte die Lufthansa im Jahr 2008 noch pro Meile 0,73 Cent als Rückstellung in ihre Bilanz ein. In ihrem Geschäftsbericht 2012 bewertete die Lufthansa eine Meile durchschnittlich nur noch mit 0,31 Cent.

## Vielfliegerstatus
Miles & More kennt fünf Kategorien für Teilnehmer:
Vorläufige Mitglieder
- bekommen bei der Anmeldung per Papierformular eine blaue „Miles & More“-Papierkarte mit der Kartennummer 9999xxx.

Basismitglieder
- ab der ersten Meile (blaue Karte bzw. alte graue Karte; beginnend mit 9920)

Frequent Traveller (FTL)
- ab 650 Points und 325 Qualifying Points innerhalb eines Kalenderjahres. Der Status bleibt mindestens ein Jahr bis zu Ende Februar des Folgejahres gültig.[16] Daneben gibt es seit 2010 noch die Möglichkeit, über 30 sogenannte Segmente (Flugsegmente bzw. statusrelevante Flüge) bei bestimmten Fluggesellschaften den Status zu erreichen bzw. zu verlängern (silberne Karte/silver card).
- Kartennummer beginnt mit 9922xxx
- Frequent Traveller haben Zutritt zu den Business Lounges bestimmter Fluggesellschaften, allerdings nur wenn sie eine Bordkarte besitzen, diese kann aber auch für die Economy Class gelten, gesammelte Prämienmeilen bleiben während der Statuslaufzeit unbegrenzt gültig, Check-in am Business Class Counter, Wartelistenpriorität, 25 % Aufschlag auf alle Entfernungsmeilen bzw. festen Meilenwert (Executive Bonus), Frequent Traveller Hotline und Freigepäckmenge von 40 kg bei Gewichtskonzept bei bestimmten Fluggesellschaften.[43]

Senator (SEN)
- ab 2.000 Points und 1.000 Qualifying Points innerhalb eines Kalenderjahres. Der Status bleibt mindestens ein Jahr bis zu Ende Februar des Folgejahres gültig.[16]
- Kartennummer beginnt mit 2220xxx
- Senatoren haben, zusätzlich zu den Möglichkeiten des Frequent Travellers, Zutritt zu den Lufthansa Senator Lounges (auch bei Ankunft) sowie zu den Star Alliance Gold Lounges, wobei sie im Gegensatz zum Frequent Traveller auch Personen ohne entsprechenden Status dorthin mitnehmen dürfen, First Class Check-in, zweithöchste Wartelistenpriorität, Buchungsgarantie bis zu 48 Stunden vor Abflug in der Business Class, erhöhte Flugprämienverfügbarkeit, Senator Hotline, bevorzugte Gepäckbeförderung, zusätzliche Freigepäckgrenze auf allen von der Star Alliance durchgeführten Flügen (Ausnahmen gelten bei Light-Tarifen), zwei elektronische Upgrade-Voucher bei Ernennung zum Senator und Verlängerung des Status.

HON Circle Member (HON)
- ab 6.000 HON Circle Points innerhalb eines Kalenderjahres. Der Status bleibt mindestens ein Jahr bis zu Ende Februar des Folgejahres gültig.[16]
- Kartennummer beginnt mit 333xxx
- HON Circle Member erhalten zusätzlich zu den vorgenannten Möglichkeiten Zugang zum Lufthansa First Class Terminal in Frankfurt inklusive Limousinen-Service von und zum Flugzeug, Zugang zu den First Class Lounges in Frankfurt und München, sechs elektronische Upgrade Voucher bei Ernennung zum HON Circle Member und Verlängerung des Status, Senatorkarte für den Ehe- oder Lebenspartner, höchste Flugprämienverfügbarkeit, Buchungsgarantie bis 24 Stunden vor Abflug in der Business Class, höchste Wartelistenpriorität, Lufthansa HON Circle Credit Card ohne Jahresgebühr und andere Vorteile bei ausgewählten Partnern. Die Abkürzung HON steht für „honorary“.

### Vielfliegerstatus bei Star Alliance
Der Miles-&-More-Status erstreckt sich auch auf Gesellschaften der Star Alliance, in der Lufthansa Mitglied ist. Der Frequent-Traveller-Status wird hier dem Star-Alliance-Silver-Status (*S) zugeordnet. Der Senator- und HON-Circle-Status wird als Star-Alliance Gold-Status (*G) anerkannt.
Meilen können in der Regel auf Flügen der Star Alliance gesammelt werden; hiervon sind einzelne Buchungsklassen mancher Fluglinien ausgeschlossen. Das Erwerben von Prämienflügen ist bei allen Star Alliance-Mitgliedern möglich. Ein Upgrade der Reiseklasse mittels Prämienmeilen kann bei vielen Star Alliance-Fluggesellschaften durchgeführt werden.

## Rechtliches

### Übertragbarkeit von Meilen
Im Juni 2013 erklärte das Oberlandesgericht Köln Klauseln in den Allgemeinen Geschäftsbedingungen der Lufthansa für unwirksam, wonach Prämien nur an Freunde und Verwandte verschenkt, nicht aber an Dritte verkauft werden dürften. Lufthansa kündigte an, dazu den Bundesgerichtshof anzurufen. In den Allgemeinen Geschäftsbedingungen der Miles & More GmbH ist festgelegt, dass die Meilen und das Meilenkonto nicht auf Dritte übertragbar sind.

### Private Nutzung dienstlich erworbener Meilen
In der Frage, ob auf Dienstreisen im Miles&More-Programm erworbene Meilen privat genutzt werden dürfen oder nicht, entschied das Bundesarbeitsgericht im April 2006 zugunsten des Arbeitgebers. Hiernach kann der Arbeitgeber verlangen, die auf Dienstreisen erworbenen Meilen herauszugeben und sie insbesondere auch im Interesse des Arbeitgebers einzusetzen.
Die Bonusmeilen-Affäre wurde 2002 bekannt. Hierbei wurde zum einen das Verhalten diverser Bundestagsabgeordneter kritisiert, die auf Dienstreisen erworbene Bonusmeilen entgegen den Vorschriften für Privatflüge nutzten. Zum anderen wurde der Datenschutz im Umgang mit der Bonusmeilenauswertung kritisiert.

### Zulässigkeit von Prämien
Der Verein gegen Unwesen in Handel und Gewerbe klagte im Jahr 2001 gegen ihrer Meinung nach unzulässige Prämien abseits des Kerngeschäftes der Lufthansa. Das Landgericht Köln gab dieser Klage zunächst in erster Instanz recht, das Oberlandesgericht verwarf dagegen in zweiter Instanz diese Klagen.

### Besteuerung
Bei den auf Dienstreisen erworbenen Bonusmeilen und den dafür erhaltenen Prämien handelt es sich um einen steuerpflichtigen Sachbezug. Zunächst übernahm die Lufthansa die hierfür anfallenden Ertragsteuern. Diese betrugen 2002 pauschal 2 %. 2008 regelte das Bundesministerium für Finanzen erstmals in den Lohnsteuerrichtlinien den Umgang mit Bonusmeilen. Darin wurde ein Pauschalsteuersatz von 1,5 % bestimmt. Im Jahr 2012 beträgt der Pauschalsteuersatz nach § 37a EStG für Bonusmeilen 2,25 %. Bemessungsgrundlage ist der Wert der Prämien.

### Meilen-Entwertung
Anfang Dezember 2010 informierte Lufthansa online über Änderungen des Flugprämienkatalogs zum 3. Januar 2011. Aufgrund der Änderung wurden die erforderlichen Meilen für interkontinentale Business-Class-Flüge um durchschnittlich 15 % und für interkontinentale First-Class-Flüge um durchschnittlich 20 % angehoben. Die Flugprämienreife für kontinentale und europäische Inlandsflüge sowie für interkontinentale Flüge in der Economy Class blieb unverändert. Dies hatte zur Folge, dass der Wert der einzelnen Meilen entsprechend sank.
Ein Vielflieger klagte 2011 vor dem Landgericht Köln gegen die Entwertung seines Meilenkontos. Das Landgericht entschied zu Gunsten des Vielfliegers. Das Unternehmen hätte seine neuen Bedingungen mit einem Vorlauf von vier Monaten ankündigen müssen, um eine Benachteiligung zu vermeiden. Die Lufthansa hätte für alle vom Kläger vor der Umstellung erworbenen Meilen weiterhin die alten Prämienstufen anwenden müssen.
Gegen dieses Urteil legte Lufthansa Berufung beim Oberlandesgericht Köln ein. Dieses hob das Urteil des Landgerichts auf und entschied zu Gunsten der Lufthansa. Unmittelbar vor Ablauf der Revisionsfrist einigte sich Lufthansa mit dem Kläger. Lufthansa verpflichtete sich, zukünftige Änderungen im Miles&More-Bonusprogramm mindestens 3 Monate im Voraus anzukündigen. Im Gegenzug verzichtete der Kläger auf weitere rechtliche Schritte gegen Lufthansa.

## Kooperationen mit Bahnunternehmen
Deutsche Bahn
Anfang 2000 liefen Gespräche zwischen Deutscher Bahn und Lufthansa, Bahnfahrten sammelfähig zu machen. Ab 1. März 2001 konnten im Rahmen eines Pilotprojekts auch für ausgewählte Züge der Deutschen Bahn (ICE Sprinter, Metropolitan, AIRail-Züge) Bonusmeilen gesammelt werden. Vor allem das organisierte Abfahren von Bahnstrecken galt auch längere Zeit als Möglichkeit, relativ schnell und günstig Bonus- und Statusmeilen zu erwerben. Die Lufthansa stoppte jedoch durch eine Änderung der Allgemeinen Geschäftsbedingungen dieses Verfahren.
CAT
Fluggäste, die mit dem City Airport Train zum Flughafen Wien anreisen, könnten pro Euro Umsatz bei Onlinebuchungen drei Prämienmeilen erhalten.